# Summit, Illinois
Summit är en ort (village) i Cook County, i delstaten Illinois, USA. Enligt United States Census Bureau har orten en folkmängd på 11 104 invånare (2011) och en landarea på 5,5 km².